# Bauhinia foraminifer
Bauhinia foraminifer är en ärtväxtart som beskrevs av François Gagnepain. Bauhinia foraminifer ingår i släktet Bauhinia och familjen ärtväxter.

## Underarter
Arten delas in i följande underarter:
- B. f. falcata
- B. f. foraminifer